# Ergo Group
Ergo Group – niemiecki koncern ubezpieczeniowy z siedzibą w Düsseldorfie, należący do reasekuratora Munich Re.
Ergo Versicherungsgruppe (od 2016 Ergo Group) powstał w 1997/1998 poprzez fuzję koncernów ubezpieczeniowych Victoria Holding i Hamburg-Mannheimer Holding.